# Lola rennt
Lola Rennt (bra: Corra, Lola, Corra; prt: Corre Lola Corre) é um filme alemão de 1998, dos gêneros drama policial, ação e suspense, escrito e dirigido por Tom Tykwer.

## Sinopse
Contrabandista esquece no metrô uma sacola com 100 mil marcos alemães e precisa recuperá-la em vinte minutos ou enfrentará a fúria de seu chefe mafioso. Desesperado, ele pede ajuda a sua namorada, Lola, que resolve ajudá-lo, porém os desencontros vão se sucedendo e ela entra numa corrida alucinada contra o relógio para salvar a pele do namorado.

## Elenco
- Franka Potente - Lola
- Moritz Bleibtreu - Manni
- Herbert Knaup - pai de Lola
- Nina Petri - Jutta Hansen
- Armin Rohde - Schuster, o guarda
- Joachim Król - Norbert von Au, o mendigo
- Heino Ferch - Ronnie
- Suzanne von Borsody - Jäger, bancária
- Lars Rudolph - Kruse, caixa do banco
- Ludger Pistor - Meier
- Sebastian Schipper - Mike
- Monica Bleibtreu - mulher cega
- Ute Lubosch - mãe de Lola
- Julia Lindig - Dóris, transeunte

## Trilha sonora
1. Believe - Franka Potente
2. Introduction - Tykwer/Klimek/Heil
3. Running One - Tykwer/Klimek/Heil
4. Supermarket - Tykwer/Klimek/Heil
5. Running Two - Tykwer/Klimek/Heil
6. Running Three - Tykwer/Klimek/Heil
7. Casino - Tykwer/Klimek/Heil
8. Somebody Has to Pay - Susie Van der Meer
9. Wish (Komn Zu Mir) - Franka Potente & Thomas D.
10. Introduction (remix) - Sun Electric
11. Supermarket (Super Clemek remix) - Clemek feat. Clé
12. Running One (Large mix) - Lee Spencer & Johnny Klimek
13. Running Two (remix) - Operation Phoenix
14. Casino (Solid state remix) - Tommi Eckart
15. (Big) Wish - Franka Potente & Thomas D.

## Prêmios e indicações
| Prêmio                      | Categoria                | Resultado |
| --------------------------- | ------------------------ | --------- |
| Independent Spirit          | Melhor filme estrangeiro | Venceu    |
| Grande Prêmio Cinema Brasil | Melhor filme estrangeiro | Indicado  |
| Festival Sundance de Cinema | Prêmio da audiência      | Venceu    |